# Maria Torok
Maria Torok, född 10 november 1926 i Budapest, död i leukemi 25 mars 1998, Manhattan i New York, var en fransk-ungersk psykoanalytiker.

## Biografi
Maria Torok flyttade till Paris 1947. Hon avlade kandidatexamen i psykologi vid Paris universitet 1955 och mottog 1959 ett certifikat från Paris psykoanalytiska förbund. I samband med utbildning i Sorbonne under 1950-talet träffade hon sin blivande make, Nicholas Rand, professor i litteratur. Maria Torok samarbetade med Nicolas Abraham 1950–1975, och var stationerad på universitetet i Paris 1956–1996.

## Teorier
Likt sin samarbetsparter Nicolas Abraham hämtade Torok inspiration från Sandor Ferenczi, en psykoanalytiker som arbetat nära Sigmund Freud. Tillsammans med Abraham utvecklade hon teorin om hur patienter uttrycker undermedvetna drifter/behov och hemligheter genom cryptonymy: ett särskilt sätt att tala/skriva – via anagram, brutna symboler, rebusar och ordlekar – om inre hemligheter utan att avslöja dem. Hit kan även länkas teorin om kryptan; en "behållare" som installeras i den som förlorat ett kärleksobjekt och förmågan att sörja över detta på ett hälsosamt sätt (introject). Detta sker då/om det förlorade objektet förknippas med såväl trauma som extrem njutning – i sådana fall kan den sörjande inte finna någon annan lösning än att i ett hemligt låst rum i självet inkorporera den döde, och behålla denna, som en levande död Annan. På så kan den sörjande både spara och göra sig av med det som förlorats: det kastas upp på en insida. Inkorporeringen kan dock aldrig avslutas, eftersom den bygger på ett vägande mellan motstridiga drifter/önskningar. Effekterna blir därför obehagliga, vilket syns i "Fallet Vargmannen" som Torok tillsammans med Abraham analyserar på nytt i "The Wolf Man's Magic Word – A Cryptonymy". Den sörjande kan aldrig sörja färdigt; kryptan som gravmarkör visar just detta, då den markerar den plats, tid och omständighet då förmågan att sörja (introject) förlorades. Eftersom det förlorade kärleksobjektet svalts helt, som en levande död Annan, börjar det hemsöka och störa den sörjande genom att tala i dennes ställe. I Vargmannens fall blir resultatet diverse neurotiska störningar, depressioner, tvångstankar, vanföreställningar och dylikt.